# Shanthi Rydwall Menon
Shanthi Rydwall Menon, folkbokförd Shanthi Veronica Ana Maria Rydvall, född 11 augusti 1991, är en svensk ståupp-komiker, skådespelare och imitatör.

## Biografi
Shanthi Rydwall Menon är adopterad från Indien och växte upp på Värmdö. Hon kände tidigt ett utanförskap, bland annat för att hon var en av få mörkhyade i området där hon växte upp och hade en ADHD-diagnos som ledde till svårigheter att sitta still. Hon märkte att hennes imitationer uppskattades och humorn blev ett sätt att få vara med, hon närde tidigt en dröm om att bli skådespelare. Hon mobbades under skolgången fram till gymnasiet på Stockholms estetiska gymnasium, där hon kände att hon hittade hem. Sista året i gymnasiet, som specialarbete, skrev hon föreställningen Kan jag få din uppmärksamhet, tack! (för jag har ingen själv), i vilken skoltiden och diagnosen tog stor plats. Hon gjorde föreställningen i fem år och den spelades på skolor, missbrukarcentrum, ungdomsgrupper, fritidsgårdar och skolledningar samt sattes upp på teater.
År 2010 vann hon deltävlingen i Uppsala för P3-programmet Humorhimlen Live 2010 stand-up-tävling och deltog i finalen. Därefter har hon uppträtt som ståuppare och flera gånger varit kåsör i P1-radioprogrammet Tankar för dagen och deltagit som gäst i P3:s humorprogram som Carpe fucking diem, Clara Henry i P3 och Humorn i P3. Hon har en Youtube-kanal där hon lägger upp inspelningar med imitationer. Hösten 2018 tog hon plats som deltagare i humorprogrammet Parlamentet. Hon ingår även – tillsammans med Daniel Norberg, Louise Nordahl och Christian Åkesson – som en av medlemmarna i TV4:s sketchprogram Mumbo jumbo, där politiker, idrottsstjärnor och andra kändisar imiteras och parodieras.
Våren 2019 turnerade hon med föreställningen Shanthi med H som innehåller flera av hennes imitationer.

## TV och film
- 2018–2020 – Parlamentet (TV-serie)
- 2021 – Flummlarna (röst som Op)[3]